# Raï
Raï (em árabe: راي; romaniz.: rāy: "opinião") é um gênero de música popular folclórica tradicionalmente cantado por homens, originado em Orã, na Argélia na década de 1920, também presente na região  oriental de Marrocos.
As canções de Raï abordavam questões sociais como a doença e o policiamento de colônias europeias.
É semelhante a outros gêneros, como o "mawal", onde o cantor oferece ao seu mestre; ou "layali" onde oferece à noite e ao "ya 'ayn".
Este gênero mistura instrumentos tradicionais com sintetizadores, adaptando as antigas melodias com a modernidade. O primeiro festival de raïs foi celebrado em Oran em 1985. Devido o entusiasmo da juventude argelina, o governo reconhece oficialmente o raï como música nacional, uma decisão não apreciada por alguns grupos islâmicos, que até assasinaram alguns artistas deste gênero, como Cheb Hasni (1968-1994).
Cantores de Raï são chamados "chabs" (em árabe: شاب; romaniz.: cheb ou shabab; homens jovens) e "chabates" (cheba, "mulheres jovens")  ao contrário dos cantores de Chaabi jeque (em árabe: شيخ; romaniz.: sheyj ou sheikh; ancião).

## Etimologia
O termo "raï" em árabe significa "opinião" ou "ponto de vista"; em referência ao tempo em que o Jeque (en árabe: شيخ [shayj], "ancião") poeta e líder religioso da tradição melhoun, distribuía conselhos em forma de poesia cantada. Mas no contexto de protesto popular, o cantor divulga seus infortúnios, mas sem acusar ninguém. É dirigido à sua própria consciência, a su raï, cedendo aos sentimentos, que o levou a tomar decisões erradas. A música inicia na forma: Ya raï (Oh! meu discernimento).

## História

### Origem
Na década de 1920 apareceram os maestros do Raï tradicional de Orã, como por exemplo Khaldi, Hamada o Remitti, representando a cultura beduína (em árabe: بدوي [bedaui], morador do deserto). Com repertório duplo, de celebração da religião, do amor e da moralidade nas festas dos santos das tribos, em casamentos e nas circunsições.
Na década de 1930, se cantava o wahrani (adaptação do melhoun) acompanhado de um alaúde, acordeão, ou banjo. Essa misturou-se com outras influências musicais árabes, além de espanhol, francês e latino-americano. Assim na década de 1950, com Cheikha Remitti (Charak gataâ), essa música que, a princípio, reunia apenas alguns cantores, acaba se espalhando na Argélia após a independência. Os instrumentos tradicionais da raï (flauta de cana ou gasba, tambores do norte ou derbouka, ou tambor de marco bendir) foram substituídos pelo violino e pelo acordeão.
A cidade de Orã (a pequena Paris) pós Segunda Guerra Mundial era um caldeirão de diversas culturas e entretenimento, de onde surgiu um grupo de cantoras muçulmanas, denominadas cheikha, que rejeitou a poesia clássica e a tradição argelina islâmica. Acompanhado de tambores e flautas, começaram a cantar sobre a adversidade da vida urbana em uma linguagem áspera, às vezes vulgar e controversa, que atraía especialmente os desfavorecidos econômicos.
Desde suas origens, as mulheres desempenham um papel significativo na performance do Raï, em contraste com outros gêneros argelinos, este incorporou a dança na música, em um ambiente de gênero misto. No início da década de 1940, surgiu Cheikha Rimitti el Reliziana, iluminando a tradição Raï, como uma das artistas mais proeminentes da música no século XXI.
Em 1962, os jovens músicos da recém independente Argélia, sentiram que a Rai precisava ser modernizada para ser atraente na nova atmosfera sócio-política. Assim Bellemou Messaoud e Belkacem Bouteldja trabalharam para transformar a música tradicional em um gênero de dança popular, substituindo as flautas e tambores por trompetes, saxofones, acordeões e outros, incorporando elementos de rock , flamenco , jazz, mas sem perder a qualidade abrasiva das letras, que tornou-se uma marca do gênero.
Rai tinha que ser dançante para manter seu apelo, assim Bellemou começou a experimentar substituindo o gasba por saxofone ou trompete e o pequeno guellal por um tambor de tabla maior, enquanto Bouteldja Belkacem estava personalizando um acordeão para que pudesse tocar a quarta tonal tão característicos da música árabe. Em 1964, Bouteldja atingiu o auge com apenas quatorze anos, levando canções do tipo cheikhates e melhun, apimentando-os com modernos instrumentos e arranjos.
A geração pós-revolucionária de jovens músicos inclui: Bellemou, Bouteldja, Boutaiba e Benfissa, que iniciaram a produção do moderno Raï POP. Suas influências variam de rock a flamenco, de jazz a bedoui e o rai dos cheikhas.

### Popularização
No final da década de 1970, alguns intrumenstos e tecnologias entram em cena, como tronpete, sintetizadores, bateria eletrônica e violão elétrico, o Raï é impregnado com influências de outros países, como o Egito, a Europa e as Américas, marcando o início do POP Raï, fundindo com gêneros como rock, pop, funk, reggae e disco, especialmente com através do produtor Ahmad Baba Rachid  que desenvolveu a produção dessa mistura. Os instrumentos são adaptados à guitarra elétrica como no caso de Mohammed Zargui, ou o trompete e o saxofone no caso de Bellemou Messaoud.
Embora o Raï POP tenha aumentado as vendas de albuns, a sua associação com danças mistas, foi considerado um ato obsceno, de acordo com as visões islâmica ortodoxa, que levou à perda do apoio governamental, porém esta, foi anulada devido à crescente popularidade do Raï na França, no meio da comunidade árabe magrebina e através do surto de lutas franco-árabes contra o racismo, que ganhou simpatia da audiência branca anti-racista.
Somente no início da década de 1980 é que o Raï sagrou-se como música nacional com a chegada de jovens cantores:  Cheb Hasni, Cheba Fadila (You Are Mine, 1988), Cheb Khaled (Kutche, 1989), Cheb Mami (Let Me Rai, 1990), Cheb Sahraoui, Cheba Zahouania, Cheb Kader (From Oran to Paris), Abdel Ali Slimani, Ahmed Saber, Hamid Bouchnak junto com os irmãos e Raïna Raï (Hagda, Zina).

### Internacionalização
No final da década de 1980 chegou na França, alcançaram popularidade na década seguinte. Os artistas mais conhecidos são Cheb Khaled, Rachid Taha, Faudel e Cheb Mami. Chamando a atenção de compositores de diferentes estilos, que aderiram ao movimento, como por exemplo: Jean-Jacques Goldman compõe em francês a música Aïcha para Khaled. Época que a mistura tornou-se mais forte, um exemplo dessa miscigenação musical é representado pelo grupo franco-argelino Zebda (1985-2003) que, com um discurso ativista social e uma mistura de raï, rock, reggae e música francesa.
Entre os artistas mais proeminentes da geração, estavam: Chaba Fadela, Cheb Hamid, e Cheb Mami; no entanto, quando o primeiro festival internacional de raïs foi realizado na Argélia em 1985, Cheb Khaled tornou-se sinônimo do gênero, assim mais festivais ocorreram também no exterior, e o raï se tornou um novo gênero popular emergente no mercado da música mundial.
Em meados de 2004 surge uma nova onda musical que combina raï com rhythm and blues, graças à compilação Raï'n'B fever que reuniu grandes nomes de ambos os géneros musicais.
Desde 2001, na França, o Conselho Superior do Audiovisual - CSA (do francês: Conseil Superieur de l'Audiovisuel) reconheceu o raï como um gênero musical completo, concedendo-lhe duas rádios FM 24h na região de Paris (94.6 MHz e 91.5 MHz).